# Parepigynum
Parepigynum és un gènere monotípic de fanerògames que pertany a la família de les Apocynaceae. Conté una única espècie: Parepigynum funingense Tsiang i P.T.Li. És originari de la Xina de Guizhou i Yunnan.

## Descripció
Són lianes llenyoses, grans, amb làtex blanc. Les fulles són oposades. Les inflorescències en cimes corimboses, terminals i axil·lars, pedunculades. El calze és glandular entre els sèpals. Els fol·licles, estretament fusiformes, connats distalment, se separen quan maduren. Les llavorsestretament el·líptiques.

## Taxonomia
Parepigynum funingense va ser descrit per Tsiang i P.T.Li i publicat a Acta Phytotaxonomica Sinica 11(4): 395–396, pl. 54. 1973.